# Guglielmo II Adelardi
Guglielmo II Adelardi va ser l'últim de la dinastia dels Adelardi, família que governava Ferrara. Després de molts anys de lluites intestines entre els güelfs, encapçalats per la família Adelardi, i els gibel·lins dirigits pels Torelli-Salinguerra, i en morir Guglielmo l'any 1184-1185, se’n van aprofitar els Este, ja que el domini de Ferrara va passar a Obizzo I d'Este, que ho va rebre com a dot, en casar-se el seu fill Adalberto amb la filla de Guglielmo, "la Marchesella".
Guglielmo degli Adelardi va fer construir la Catedral de San Giorgio de Ferrara, que va ser consagrada el 1135.